# Against the Wind
| 전문가 평가        | 전문가 평가 |
| 평가 점수          | 평가 점수   |
| 출처               | 점수        |
| ------------------ | ----------- |
| Allmusic           | [ 1 ]       |
| Billboard          | (unrated)   |
| The Boston Phoenix | Unfavorable |
| Robert Christgau   | C+          |
| Los Angeles Times  | Favorable   |
| The New York Times | Favorable   |
| Rolling Stone      | Unfavorable |
| Smash Hits         | 5/10        |

《Against the Wind》는 미국의 록 가수 밥 시거의 열한 번째 스튜디오 음반이며, 실버 불렛 밴드에서 활동한 네 번째 음반이다. 1980년 2월에 발매되었다. 이 음반은 현재까지 시거의 유일한 1위 음반으로 빌보드 200 차트 상위권에 6주 동안 머물며 핑크 플로이드의 《The Wall》을 1위에서 두들겼다.

## 배경
《Against the Wind》는 빌보드 200 차트에서 3주째 2위에 올랐고, 핑크 플로이드의 《The Wall》에 이어 5주 동안 자리를 지킨 뒤 1위에 올라 6주 동안 1위를 지켰다. 1981년 후반까지 이 음반은 미국에서 370만 장이 팔렸고 2003년 미국 음반 산업 협회에 의해 5배 플래티넘 인증을 받았다.
밥 시거와 실버 불렛 밴드는 《Attack the Wind》로 1980년 듀오 또는 그룹으로부터 그래미 어워드 최우수 록 퍼포먼스상을 받았고, 캐피틀 레코드의 미술 감독 로이 코하라는 그래미 어워드 최우수 레코딩 패키지상을 수상했다.

## 반응
《롤링 스톤》을 위해 집필한 록 평론가 데이브 마쉬는 "이 음반은 밥 시거가 만든 최악의 음반일 뿐만 아니라 전적으로 비겁한 음반"이라며 "시거가 전혀 들을 수 없고 의미 없는 실패 방지 곡을 만들었다"고 말하며 시거의 오랜 팬들에 대한 배신이라고 강하게 비판했다. 마쉬는 시거가 마침내 전국적인 명성을 얻게 된 《Night Moves》 이전부터 시거의 뒤를 따랐으며, 그의 리뷰에서 세거가 오랫동안 지칠 줄 모르는 스타덤에 도전한 것은 이 기록으로 인해 사소한 것이라고 말했다. "그는 그와 같은 사람을 위한 로큰롤에 아직 자리가 남아 있다는 것을 증명하기 위해 열심히 싸워야 했고, 《Night Moves》로 우승했습니다. 이런 승리를 무의미하게 만드는 것이 바로 LP입니다... 그것은 나를 슬프게 하고, 나를 화나게 합니다(여기서 사라졌던 또 다른 감정, 그것은 종종 시거의 가장 훌륭한 작품에 기름을 부었습니다)."
마쉬는 "시거는 노래를 환상적으로 잘 부른다"는 것을 인정했고, "신중하게 구성된 음반"이라고 불렀다. 《보스턴 피닉스》의 한 평은 시거가 이전에 듣지 못했거나 그의 최고의 작품에 필적하는 어떤 것도 "모사하기 위한 고압적인 노력"이라고 말하며 마쉬의 비판을 일부 반영했다.
평론가 로버트 힐번은 《로스앤젤레스 타임스》에서 보다 긍정적인 리뷰를 통해 "시거의 초기 작품들에 가까운 음반"이지만 "형태의 마스터링"을 상징하며 반사적인 발라드가 돋보였다고 말했다. 《뉴욕 타임스》의 존 록웰은 이 음반을 "솔직하고 매력적인 음반"이며 "《Night Moves》로 돌아온 멋진 음반"이라고 불렀다.
시거 자신은 "이 음반은 여러분의 정신력과 청렴함을 동시에 유지하면서 앞으로 나아가려고 노력하는 것"이라고 말했다.

## 곡 목록
모든 곡들은 밥 시거에 의해 작사/작곡하였다.
| #  | 제목                      | 재생 시간 |
| -- | ------------------------- | --------- |
| 1. | 〈The Horizontal Bop〉    | 4:03      |
| 2. | 〈You'll Accomp'ny Me〉   | 4:00      |
| 3. | 〈Her Strut〉             | 3:51      |
| 4. | 〈No Man's Land〉         | 3:41      |
| 5. | 〈Long Twin Silver Line〉 | 4:18      |

| #  | 제목                                | 재생 시간 |
| -- | ----------------------------------- | --------- |
| 1. | 〈Against the Wind〉                | 5:34      |
| 2. | 〈Good for Me〉                     | 4:03      |
| 3. | 〈Betty Lou's Gettin' Out Tonight〉 | 2:52      |
| 4. | 〈Fire Lake〉                       | 3:30      |
| 5. | 〈Shinin' Brightly〉                | 4:30      |

## 인증
| 국가                       | 인증        | 판매량/출하량 |
| -------------------------- | ----------- | ------------- |
| 캐나다 (뮤직 캐나다)       | 5× 플래티넘 | 500,000^      |
| 미국 (RIAA)                | 5× 플래티넘 | 5,000,000^    |
| ^출하량을 기반으로 한 인증 |             |               |